# デヴィッド・マレット (シンガーソングライター)
デヴィッド・マレット（David Mallett、1951年4月21日 - 2024年12月17日）は、アメリカ合衆国のシンガーソングライターで、特に「フォーク・スタンダード」とされる「ガーデン・ソング (Garden Song)」の作者として知られている。 マレットは、そのキャリアのほとんどにおいて、独立レコード・レーベルで録音を重ねている。

## 経歴
これまでの生涯のほとんどをメイン州で過ごしていたマレットは、1980年代にテネシー州ナッシュビルに移住し、フォークとブルースのレーベルであるヴァンガード・レコードから、アルバムを2枚出した。その後また、メイン州に戻った彼は、自身のレーベルであるノース・ロード・レコード (North Road Records) を作った。
マレットの作った歌は、150人以上のアーティストたちによって歌われており、その中にはピート・シーガー、アリソン・クラウス、ジョン・デンバー、アーロ・ガスリー、エミルー・ハリス、ピーター・ポール&マリー、ボック、トリケット、ミューア、リアム・クランシーらが含まれている。「ガーデン・ソング」は、マペッツによる吹き込みもある。
2024年12月17日の夜に死去。73歳没。

### 「ガーデン・ソング」
マレットは、20代前半に「ガーデン・ソング」を書いた。メイン州セベックの農場で父の園芸を手伝いながらよくラジオを聴いていた。「頭の中には音楽があり、手は仕事をしていた」ときに、冒頭の歌詞を着想したという。
マレットは、庭を歩きながら、この曲をハミングした。翌日、彼は友人の家で、2番の歌詞を書いた。それまで彼は2、3曲しか曲を作ったことはなかったが、マレットはこの曲が、彼の人生を全く変えてしまった贈り物であったと述べている。この曲はジョン・デンバー、ピート・シーガー、ピーター・ポール&マリーなどによって吹き込まれた。
1997年には、この歌の歌詞をもとに、オラ・アイタン (Ora Eitan) が絵を描いた絵本『ぐんぐんぐん みどりのうた (Inch by Inch: The Garden Song)』が出版され、1998年には脇明子の翻訳による日本語版も刊行された。
2014年、メイン大学はマレットに名誉学位を授与したが、この曲はその理由となったと考えられている。

### 演奏活動
マレットは、バイオリニストのスーザン・ラムジー (Susan Ramsey)、ベーシストのマイケル・バード (Michael Burd) と共演し、音響をトム・ゴードンが務める形でしばしば演奏をおこなっている。マレットは17枚のアルバムを発表しているが、2007年の『The Fable True』は、ヘンリー・デイヴィッド・ソローが晩年の1857年に出かけた最後の旅に基づいたものであり、『Alright Now』は娘のモリー (Molly) に捧げた曲「Beautiful」を含む曲集である。
マレットは、欧米各地の小さな町の公会堂やフォーク・クラブで演奏しているほか、ウルフ・トラップのバーンズやニューポート・フォーク・フェスティバル、テレビ番組『プレーリー・ホーム・コンパニオン』にも出演した。『バンゴー・デイリー・ニュース (Bangor Daily News)』紙は、最も記憶に残る20世紀のメイン州の人物58人のひとりとしてマレットを選んでいる。『Folkwax』誌は読者投票による2003年の「今年のアーティスト」にマレットを、「今年のアルバム」に彼の『Artist in Me』を選んだ。
マレットの息子たち、ウィル (Will) とルーク (Luke) は、ザ・マレット・ブラザーズ・バンド (The Mallett Brothers Band) として演奏活動をしている。

## ディスコグラフィ
デヴィッド・マレットは、これまでに17枚のアルバムを発表している。
- 1978: David Mallett
- 1979: Pennsylvania Sunrise
- 1981: Hard Light
- 1983: Open Doors and Windows
- 1986: Vital Signs
- 1988: For a Lifetime
- 1993: This Town
- 1995: In the Falling Dark
- 1997: Parallel Lives
- 1999: Ambition
- 2003: Artist in Me
- 2006: Midnight on the Water
- 2007: The Fable True
- 2009: Alright Now
- 2012: Greenin' Up
- 2015: The Horse I Rode In On
- 2016: Celebration